# Агилера, Андреа
Андреа Виктория Агилера Паредес (англ. Andrea Victoria Aguilera Paredes, род. 27 апреля 2001, Лос-Риос, Эквадор) — эквадорская модель, победительница конкурса «Мисс супранешнл 2023».
Ранее победительница конкурса «Мисс Гранд Эквадор 2021» и представляла Эквадор на конкурсе «Мисс Гранд Интернешнл 2021», где заняла второе место.

## Биография
Агилера родилась 27 апреля 2001 года в Вентанас. Помимо Вентанас и Гуаякиль, она также жила в других частях Эквадора, включая Кито и Куэнка. Она изучала медицину в Университет Гуаякиля и поступила в Университет специальностей Святого Духа в Гуаякиль получить степень бакалавра в области международного бизнеса.

## Конкурс красоты
7 мая 2021 года Агилера была официально коронована как «Мисс Гранд Лос-Риос». 26 июня 2021 года она представляла Лос-Риосв конкурсе «Мисс Гранд Эквадор 2021» на телевидении TC в Гуаякиле и выиграла титул.
4 декабря 2021 года она представляла Эквадор на конкурсе «Мисс Гранд Интернешнл 2021» и соревновалась с 59 другими кандидатами в торгово-развлекательном мегакомплексе SHOW DC в Бангкок, Таиланд, и став 1-я Вице-мисс, уступ первенство Нгуен Тук Туи Тьен из Вьетнам.
14 июля 2023 года Агилера представляла Эквадор на конкурсе «Мисс супранешнл 2023» в Новы-Сонч, Польша. В конкурсе Агилера квалифицировалась в топ-24, затем в топ-12 и, наконец, в топ-5, прежде чем была объявлена победительницей конкурса, получив корону из рук прошлогодней победительницы южноафриканки Лалелы Мсване. После победы Агилера стала первой женщиной из Эквадора, получившей титул «Мисс супранешнл».